# 3 Grupa Łączności
3 Grupa Łączności (3 GŁącz) - związek organizacyjny łączności Wojska Polskiego.
Wiosną 1929 została wprowadzona nowa organizacja wojsk łączności, której cechą charakterystyczną było oddzielenie spraw dowodzenia od administracji (służba łączności). W nowej organizacji powołano do życia Szefostwo Łączności Ministerstwa Spraw Wojskowych, Centrum Wyszkolenia Łączności oraz trzy dowództwa grup łączności. Dowódcy grup byli niezależni od szefa Szefostwa Łączności M.S.Wojsk. (mjr łącz. inż. Kazimierz Goebel) i podlegali bezpośrednio generałowi Kazimierzowi Fabrycemu, II wiceministrowi spraw wojskowych, a od 31 lipca 1931 - I wiceministrowi spraw wojskowych.
Dowództwo 3 Grupy Łączności zostało utworzone w Przemyślu, a jego skład osobowy wyłoniony spośród oficerów 2 pułku łączności z Jarosławia. Na stanowisko dowódcy grupy został wyznaczony ppłk łącz. Zenon Nosowicz, dotychczasowy dowódca 2 płącz. Pierwszym oficerem sztabu został mjr łącz. Stanisław Rausz, dotychczasowy dowódca II batalionu, natomiast drugim oficerem sztabu kpt. łącz. Władysław Marwicz (Maron).
Dowództwu grupy zostały podporządkowane następujące oddziały i pododdziały łączności:
- 2 pułk łączności w Jarosławiu,
- 2 kompania szkolna łączności,
- 6 kompania szkolna łączności,
- Stacja Radiotelegraficzna Lwów,
- Stacja Radiotelegraficzna Równe[3].

Z dniem 31 marca 1930 ppłk łącz. Zenon Nosowicz został przeniesiony w stan spoczynku. Czasowe pełnienie obowiązków dowódcy grupy powierzono ppłk łącz. Stefanowi Franciszkowi Popielowi, dowódcy 2 płącz. Jesienią tego roku wymieniony oficer został wyznaczony na stanowisko pełniącego obowiązki dowódcy grupy.
3 listopada 1931 Minister Spraw Wojskowych wydał rozkaz w sprawie reorganizacji wojsk łączności. W ramach przeprowadzonej reorganizacji Dowództwo 3 Grupy Łączności zostało zlikwidowane. Ppłk łącz. Stefan Franciszek Popiel i mjr łącz. Stanisław Rausz zostali przeniesieni do dyspozycji dowódcy Okręgu Korpusu Nr X z zachowaniem dotychczasowych dodatków służbowych, natomiast kpt. łącz. Władysław Marwicz (Maron) został przeniesiony do 6 batalionu telegraficznego.